# Benxi
Benxi (cinese: 本溪; pinyin: Běnxī) è una città-prefettura situata nella provincia di Liaoning della Cina, a sud-sud-est di Shenyang ed ha una popolazione di 1.567.000 abitanti. È stata fondata come centro metallurgico nel 1915 e vi opera la Benxi Iron and Steel Company ("Bengang") che è la principale datrice di lavoro della città. Altra grossa attività è l'estrazione del carbone. Nei tempi passati Benxi ha avuto grossi problemi di inquinamento dovuti a queste due attività industriali. Nel 1942 un'esplosione nella miniera di carbone di Benxihu causò il più grande  disastro carbonifero della storia con 1549 minatori morti.

## Attrazioni turistiche
Il Benxi Water Cave National Park viene considerato il più lungo percorso di acque sotterranee di tutta l'Asia. Si stima che si sia formato 5 milioni di anni fa e permette ai visitatori di godere di un paesaggio unico, ricco di stalattiti e stalagmiti e di strane formazioni calcaree. La grotta è talmente vasta che al suo ingresso vi è una fermata della metropolitana, e postazioni che accolgono fino a 40 barche utilizzate dai turisti per l'attraversamento del corso d'acqua. Le barche attraversano in silenzio la caverna illuminata, rivelando uno strano mondo di stalagmiti, stalattiti e bizzarre formazioni rocciose. 
Il percorso è lungo 3.000 metri, ha 2 metri di profondità ed è largo abbastanza per il passaggio di 20-30 barche. Si trova a 35 km dal centro di Benxi.

## Geografia antropica

### Suddivisioni amministrative
Benxi comprende 4 distretti e 2 contee autonome:
| Mappa | Mappa                           | Mappa           | Mappa                   | Mappa                    | Mappa            | Mappa          |
| ----- | ------------------------------- | --------------- | ----------------------- | ------------------------ | ---------------- | -------------- |
|       |                                 |                 |                         |                          |                  |                |
| #     | Nome                            | Hanzi           | Hanyu Pinyin            | Popolazione (stima 2003) | Superficie (km²) | Densità (/km²) |
| 1     | Distretto di Pingshan           | 平山区          | Píngshān Qū             | 350.000                  | 177              | 1.977          |
| 2     | Distretto di Xihu               | 溪湖区          | Xīhú Qū                 | 220.000                  | 320              | 688            |
| 3     | Distretto di Mingshan           | 明山区          | Míngshān Qū             | 300.000                  | 410              | 732            |
| 4     | Distretto di Nanfen             | 南芬区          | Nánfēn Qū               | 80.000                   | 619              | 129            |
| 5     | Xian autonomo di Benxi Manchu   | 本溪满族 自治县 | Běnxī Mǎnzú Zìzhìxiàn   | 300.000                  | 3.362            | 89             |
| 6     | Xian autonomo di Huanren Manchu | 桓仁满族 自治县 | Huánrén Mǎnzú Zìzhìxiàn | 300.000                  | 3.547            | 85             |

A loro volta questi sono suddivisi in 25 contee, 40 villaggi e città, 229 comunità e 289 villaggi.

## Amministrazione

### Gemellaggi
- Modena

## Economia
Nella regione viene estratto uranio.
Recentemente nella regione sono stati scoperti giacimenti di ferro per oltre tre miliardi di tonnellate.